# Taxeotis reserata
Taxeotis reserata är en fjärilsart som beskrevs av Walker 1861. Taxeotis reserata ingår i släktet Taxeotis och familjen mätare. Inga underarter finns listade i Catalogue of Life.

## Bildgalleri

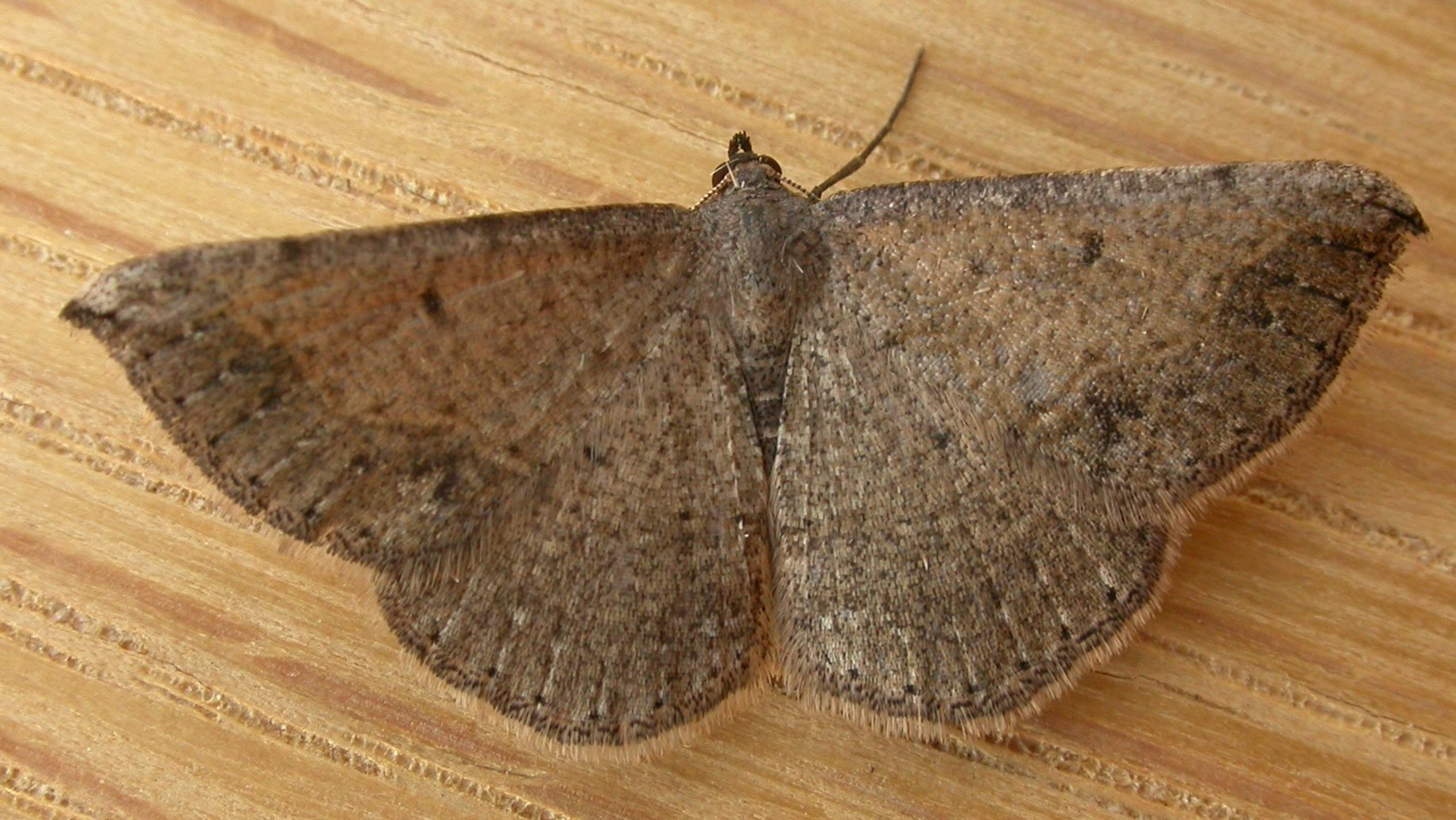
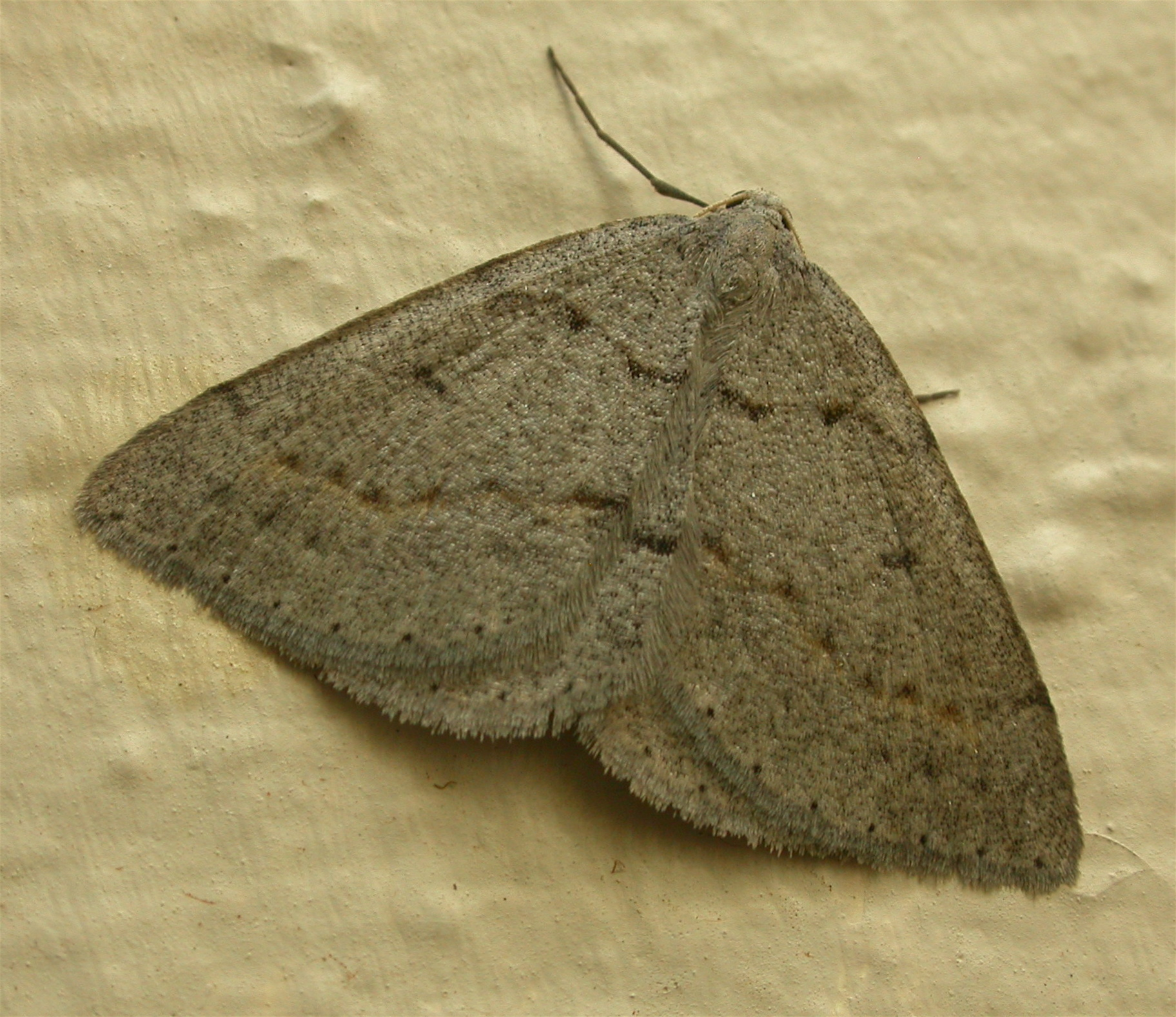